# Személyi kölcsön
A személyi kölcsön  egy olyan banki szolgáltatás, ami tipikusan gyors elbírálású, egyszerűbb feltételekkel, akár pár napon belül a bank egy összegben folyósítja az igényelt összeget. Tehát a személyi kölcsön tulajdonképpen átutalt pénzt jelent a Bank által, amit az ügyfél jellemzően kamattal, havi részletekben fizet vissza. Fontos elhatárolni a kölcsönszerződést a hitelszerződés fogalmától, ugyanis a kölcsönnel szemben egy hitelszerződés keretein belül a Bank egy hitelkeretet tart az ügyfél rendelkezésére, amelyből a hitelszerződésben meghatározott igény szerint hívhatja le bizonyos összeghatárig a részére szükséges összeget. Ebben az esetben kölcsönzött összeg felhasználása kizárólag a szerződésben meghatározott cél elérését, megvalósítását szolgálhatja, időközben felmerült más, egyéb célra nem használható fel jellemzően.
A 2010. március 1. után kötött nem lakáscélú szerződéseknél részleges vagy teljes előtörlesztés (végtörlesztés) esetén külön díj nem kerül felszámításra, ha a fennálló tartozás nem haladja meg az 1.000.000 Ft-ot és az ezt megelőző tizenkét hónapban előtörlesztés nem volt.
A személyi kölcsönök  esetében  a bevett gyakorlat fedezet nélkül igényelhető kölcsönt ért ez alatt. Azonban a fedezettől elhatárolandó a biztosítékok köre, amelyet a Bank a hiteligénylés során előír. A személyi kölcsön felvételének egyik fő biztosítéka a rendszeres jövedelem, vagy az adóstárs, kezes bevonása.
A személyi kölcsönök manapság elérhetőek lakásfelújításra, gépjárművásárlásra, szabad felhasználásra, vagy akár kiválthatja vele meglévő hiteleit. A kölcsönök esetében megkülönböztetünk rövid, közepes és hosszú lejáratú futamidőket. A személyi kölcsön futamideje tipikusan 1 és 3 év közé tehető, azaz gyors lejáratú hitel. A törlesztő részleteket havi részletekben kell visszafizetni, amely a felvett összegből és a Bank által meghatározott ügyleti kamat összegéből tevődik össze. A kamat tulajdonképpen a kölcsönadott pénz használatának ellenértéke. A Bank a kamat mértékét éves szinten fejezi ki. Az ügyleti kamat nem azonos a késedelmi kamat fogalmával. A késedelmi kamat valójában egyfajta „büntetés”, amely késedelmes fizetés esetén róható ki. A késedelmi kamat megfizetésére az ügyfél abban az esetben is köteles, ha a tartozás kamatmentes.
A (THM)  egy olyan egységes, minden pénzügyi intézmény által kötelezően használt mutató, amelyből kiderül, hogy az adott hitel felvétele után az ügyfélnek egy év alatt a tőkén túl mekkora összeget kell visszafizetnie. A THM tehát tartalmazza a kölcsön folyósításához kapcsolódó, valamint a kölcsönszerződéssel összefüggésben felmerülő valamennyi kamat-, díj- és kezelési költséget, továbbá a kölcsönhöz kapcsolódó járulékos szolgáltatások díjait.
Magyarországon személyi kölcsönt csak forintban lehet igényelni, a devizahitelezés megszűnt. Ezzel nincs árfolyamkockázat, a törlesztési teher kiszámíthatóbb és biztonságos.

## Kölcsönszerződés
A kölcsön nyújtásáról, annak feltételeiről és biztosítékairól szóló szerződés. Nagyobb összegű (általában jelzálog-) hitelek esetében a szerződést közokiratba foglalják.
A kölcsönigénylőt a kölcsönszerződés megkötése után adósnak vagy adóstársnak nevezzik.
Az igényléshez el kell érni a hitelintézet által meghatározott minimum életkort, emellett bizonyos életkor felett társigénylő bevonását is kérhetik. A kölcsönhöz szükség van állandó lakcímre és érvényes okmányokra is, ezek nélkül nem kezdődhet meg az igénylés folyamata.

## Személyi kölcsön kalkulátor
A banki hitelek és különböző személyi kölcsönök közötti eligazodást segítik az online kalkulátorok. A személyi kölcsön kalkulátor a megadott adatok alapján és adott esetben a választott kedvezményre érvényes aktuális feltételek figyelembevételével számol. A Bank a benyújtott igényléseket egyedileg elbírálja, az ügyfélre vonatkozó egyedi kamat és THM érték, valamint az egyedi törlesztőrészlet eltérhet a feltüntetett értéktől. A személyi kölcsön kalkuláció eredménye kizárólag tájékoztatásra szolgál, és nem jelent garanciát a megjelenített feltételekkel történő kölcsönnyújtásra.